# Subasta Vickrey
Una subasta Vickrey es un tipo de subasta de puja sellada, donde los oferentes presentan ofertas por escrito sin conocer la oferta de las otras personas en la subasta, y en la que gana el postor más alto, pero el precio que paga éste es la segunda oferta más alta. Este tipo de subasta fue descrito por primera vez por el profesor William Vickrey en la Universidad de Columbia en 1961, aunque había sido utilizada por coleccionistas de sellos desde 1893. Este tipo de subasta es estratégicamente similar a una subasta inglesa e incentiva a que los oferentes presenten ofertas iguales a su verdadera valoración del objeto subastado.
El artículo original de Vickrey considera principalmente subastas donde se está ofreciendo un solo bien único e indivisible. En este caso, los términos "subasta Vickrey" y "subasta de segundo precio de puja sellada" son equivalentes y se usan indistintamente. Sin embargo, cuando se subastan bienes divisibles que se venden en una única subasta, estos términos se utilizan de manera diferente.
Las Subastas Vickrey son muy estudiadas en la literatura económica, pero no son particularmente comunes en la práctica. eBay utiliza un sistema de puja automática que es similar, pero no idéntico. Una ligera variante generalizada de una subasta Vickrey es la llamada subasta generalizada de segundo precio, conocida por ser utilizada en los programas de publicidad en línea de Google y Yahoo!. NYU Law School utiliza una versión iterativa del modelo de subasta Vickrey para su inscripción en el curso de lotería.

## Propiedades

### Compatibilidad de incentivos
En una subasta de Vickrey con valores privados, cada postor maximiza su utilidad esperada por hacer una oferta (revelando) su valoración del artículo en venta.

### Eficiencia ex-post
Una subasta de Vickrey es decisión eficiente (el ganador será el licitador con la valoración más alta) en las circunstancias más generales; que proporciona así un modelo de referencia contra el cual las propiedades de eficiencia de otros tipos de subastas pueden ser postuladas. Es sólo eficiente a posteriori (suma de las transferencias iguales a cero) si el vendedor se incluye como "jugador de cero", cuya transferencia es igual a la negativa de la suma de las transferencias de los otros jugadores (es decir, las licitaciones).

## Debilidades
A pesar de los puntos fuertes de la subasta Vickrey, tiene deficiencias:
- Esto no permite el descubrimiento de precios, es decir, el descubrimiento del precio de mercado si los compradores están seguros de sus propias valoraciones, sin subastas secuenciales.
- Los vendedores pueden utilizar shill ofertas para aumentar los beneficios.

La subasta Vickrey-Clarke-Groves (VCG) mecanismo tiene las deficiencias adicionales:
- Es vulnerable a puja colusión . Si todos los postores de la subasta Vickrey revelan sus valoraciones entre sí, pueden bajar todos o algunos de sus valoraciones, preservando al mismo tiempo que gana la subasta.[6]
- Es vulnerable a una versión de biding cómplice en el que un comprador utiliza múltiples identidades en la subasta con el fin de maximizar su beneficio.[7]
- No necesariamente maximizar los ingresos del vendedor; ingresos del vendedor puede incluso ser cero en las subastas VCG. Si el propósito de la celebración de la subasta es maximizar el beneficio para el vendedor en lugar de asignar los recursos entre los compradores, entonces VCG puede ser una mala elección.
- Los ingresos del vendedor son no- monotónica con respecto a los grupos de oferentes y ofertas.

La no-monotonicidad de los ingresos del vendedor con respecto a las ofertas (sin introducir el mecanismo de costos de oportunidad VCG descrito en la parte inferior de este artículo) se puede mostrar en el siguiente ejemplo. Considere 3 postores A, B y C, y dos elementos homogéneos licitados, Y y Z.
- A quiere dos artículos y ofertas $ 2 para el paquete de Y y Z.
- B y C tanto en oferta de $ 2 cada uno para un solo elemento (una oferta de $ 2 por Y o Z), ya que realmente quieren un elemento, pero no les importa si tienen el segundo.

Ahora, Y y Z se asignan a B y C, pero el precio es de $ 0, como se puede encontrar mediante la eliminación de B o C, respectivamente. Si C ofreció $ 0 en vez de $ 2, entonces el vendedor sería hacer $ 2 en vez de $ 0. Debido a que los ingresos del vendedor puede aumentar cuando las ofertas se aumenta o se reduce, los ingresos del vendedor son no monótona con respecto a las ofertas.

## Prueba de la dominación de la licitación veraz
La estrategia dominante en una subasta de Vickrey con un solo punto indivisible es que cada oferente para ofertar su verdadero valor del artículo.
Sea {\displaystyle v_{i}} el valor del postor para el ítem i. Sea {\displaystyle b_{i}} el postor i para el ítem. 
La recompensa para el postor i es {\displaystyle {\begin{cases}v_{i}-\max _{j\neq i}b_{j}&{\text{if }}b_{i}>\max _{j\neq i}b_{j}\\0&{\text{otherwise}}\end{cases}}}
La estrategia de sobrepuja está dominado por una oferta con sinceridad. Asumiremos que el licitador i licitaciones {\displaystyle b_{i}>v_{i}}. 
Si {\displaystyle \max _{j\neq i}b_{j}<v_{i}} a continuación, el postor ganaría el artículo con una oferta veraz, así como un overbid. Cantidad de la oferta no cambia la recompensa por lo que las dos estrategias tienen iguales beneficios en este caso.
Si {\displaystyle \max _{j\neq i}b_{j}>b_{i}} a continuación, el postor que perdería el elemento de cualquier manera por lo que las estrategias tienen iguales beneficios en este caso.
Si {\displaystyle v_{i}<\max _{j\neq i}b_{j}<b_{i}} entonces sólo la estrategia de sobrepuja ganaría la subasta. La recompensa sería negativo para la estrategia de sobrepuja porque pagaron más que su valor del objeto, mientras que la recompensa por un esfuerzo sincero sería cero. Así, la estrategia de hacer una oferta más alta que la verdadera valoración está dominada por la estrategia de la veracidad de hacer una oferta.
La estrategia de la oferta a la baja está dominada por una oferta con sinceridad. Asumiremos que el licitador i licitaciones {\displaystyle b_{i}<v_{i}}.
Si {\displaystyle \max _{j\neq i}b_{j}>v_{i}} entonces, el postor perdería el artículo con una oferta veraz, así como un underbid, por lo que las estrategias tienen beneficios iguales para este caso.
Si {\displaystyle \max _{j\neq i}b_{j}<b_{i}} entonces el postor ganaría el elemento de cualquier manera por lo que las estrategias tienen pagos iguales en este caso.
Si {\displaystyle b_{i}<\max _{j\neq i}b_{j}<v_{i}} entonces sólo la estrategia de licitación con la verdad iba a ganar la subasta. La rentabilidad para la estrategia veraz sería positivo ya que les paga menos que su valor del elemento, mientras que la rentabilidad para una oferta underbid sería cero. Así, la estrategia de oferta a la baja está dominada por la estrategia de oferta con la verdad.
La licitación veraz domina las otras estrategias posibles (oferta a la baja y overbidding) por lo que es una estrategia óptima.

## Equivalencia de ingresos de la subasta Vickrey y subasta de primer precio sellada
Las dos subastas más comunes son el primer precio cerrado (o de alta demanda) subasta y el precio ascendente abierto (o Inglés) subasta. En el primero de cada comprador presenta una oferta sellada. El mejor postor se adjudique el artículo y paga su oferta. En este último, el subastador anuncia sucesivamente más altos precios que piden y continúa hasta que nadie está dispuesto a aceptar un precio más alto. Supongamos que el valor de un comprador es v y el precio de venta actual es b. Si vb es negativo, entonces el comprador pierde levantando su mano. Si vb es positivo y el comprador no es el mejor postor actual, es más rentable para hacer una oferta que dejar que alguien más sea el ganador. Por lo tanto, es una estrategia dominante para un comprador para caer fuera de la licitación, cuando el precio de venta alcanza su valoración. Por lo tanto, al igual que en la segunda subasta Vickrey sellado precio, el precio pagado por el comprador con la valoración más alta es igual al segundo valor más alto.
Considere entonces el pago esperado en la subasta de segundo precio sellada. Vickrey considera el caso de dos compradores y asumió que el valor de cada comprador fue un empate independiente de una distribución uniforme con el apoyo [0,1]. Con los compradores de hacer una oferta en función de sus estrategias dominantes, un comprador con valor v ganada si el valor de su oponente x <v. Supongamos que v es el alto valor. A continuación, el pago ganadora se distribuye de manera uniforme en el intervalo [0, v] y lo que el pago esperado del ganador es:
{\displaystyle e(v)={\tfrac {1}{2}}v}.
Ahora se argumenta que en la primera subasta de precios sellada la oferta de equilibrio de un comprador con valor v es:
{\displaystyle B(v)=e(v)={\tfrac {1}{2}}v}.